# Micrutalis geniculata
Micrutalis geniculata är en insektsart som beskrevs av Carl Stål. Micrutalis geniculata ingår i släktet Micrutalis och familjen hornstritar. Inga underarter finns listade i Catalogue of Life.